# Reactive Blue 19
C.I. Reactive Blue 19 ist ein Anthrachinonfarbstoff aus der anwendungstechnischen Gruppe der Reaktivfarbstoffe, der zum Färben von Baumwolle und Wolle verwendet wird.

## Synthese
Die Synthese von Reactive Blue 19 erfolgt durch Umsetzung vom Bromaminsäure mit 2-[(3-Aminophenyl)sulfonyl]ethanol (Jourdan-Ullmann-Reaktion) und anschließender Veresterung des Kondensationsprodukts mit Schwefelsäure.

## Verwendung
Reactive Blue 19 gehört zu den ersten Vinylsulfonfarbstoffen, die 1952 durch die Farbwerke Hoechst zum Patent angemeldet wurden. Der Farbstoff wurde ab 1957 unter der Handelsbezeichnung Remazol Brillantblau R vermarktet. Der Farbstoff hat nach wie vor eine hohe kommerzielle Bedeutung, wobei die Produktion inzwischen hauptsächlich in Indien und China erfolgt.
Mit Reactive Blue 19 lässt sich auf Baumwolle und Wolle ein brillanter blauer Farbton mit guter Lichtechtheit erzielen.